# ایستگاه بریجپورت (اسکای‌ترین)
ایستگاه بریجپورت (انگلیسی: Bridgeport station) یک ایستگاه مرتفع در خط کانادا مترو ونکوور اسکای‌ترین (ونکوور) سیستم حمل و نقل سریع مترو است. این ایستگاه در ریچموند، بریتیش کلمبیا، کانادا، جنوب ونکوور واقع شده‌است. خط کانادا در این ایستگاه منشعب می‌شود، با یک شاخه به سمت غرب به سمت ایستگاه یو وی آر–ایرپورت در فرودگاه بین‌المللی ونکوور و دیگری به سمت جنوب به سمت ایستگاه ریچموند-بریگهاوس در منطقه مرکزی ریچموند.